# Chlorure de triméthylsilylméthylmagnésium
Le chlorure de triméthylsilylméthylmagnésium est un composé chimique de formule (CH3)3SiCH2MgCl. Cet halogénure organomagnésien organosilicié est un réactif de Grignard, disponible dans le commerce en solution dans l'éther diéthylique. Il peut être obtenu à partir de chlorométhyltriméthylsilane (CH3)3SiCH2Cl. Il est employé en synthèse organique pour produire des allylsilanes et des méthylènes par réaction de Peterson.